# Uniemyśl (województwo zachodniopomorskie)
Uniemyśl (do 1945 niem. Wilhelmsdorf) – wieś w Polsce położona w województwie zachodniopomorskim, w powiecie polickim, w gminie Police, ok. 32 km na północ od centrum Szczecina.
Miejscowość jest usytuowana nad Karpiną na Równinie Polickiej na skraju Puszczy Wkrzańskiej. Przez wieś przebiega droga wojewódzka nr 114.

## Historia

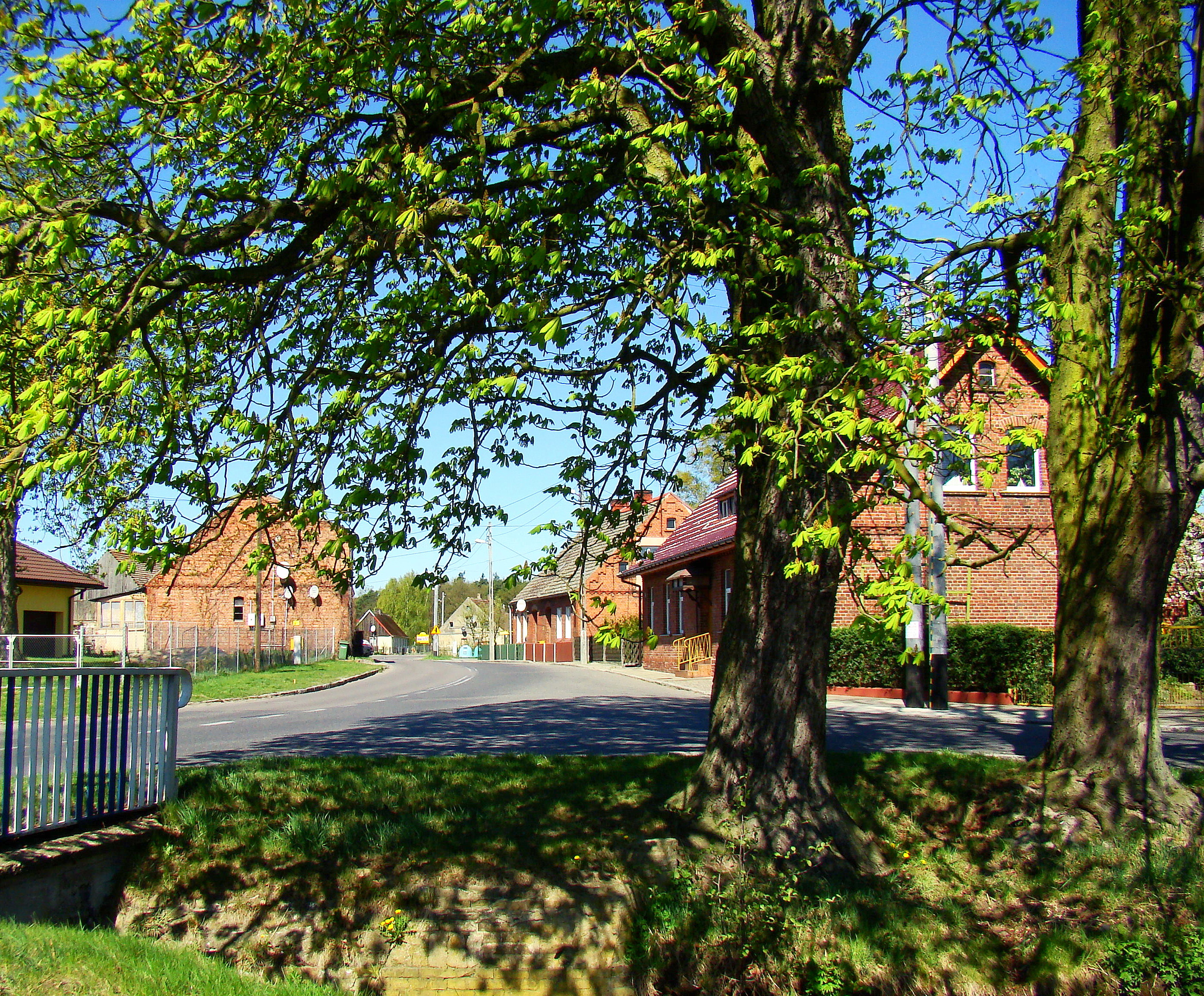
Uniemyśl

Wieś powstała ok. 1760 r. jako osiedle drwali zatrudnionych przy karczowaniu pobliskich lasów.
Ożywienie osady nastąpiło po 1910 r., gdy przeprowadzono tu linię kolejową w kierunku Trzebieży.
W trakcie II wojny światowej wieś nie ucierpiała, została zajęta 22 kwietnia 1945 r. przez wojska radzieckie (2 Front Białoruski – 2 Armia Uderzeniowa), a we wrześniu 1946 r. została przekazana administracji polskiej po likwidacji tzw. Enklawy Polickiej. W II poł. XX w. mieszkały tu rodziny częściowo trudniące się rolnictwem, pracowników pobliskich Polic i Szczecina.

### Przynależność polityczno-administracyjna
- 1815–1866: Związek Niemiecki, Królestwo Prus, prowincja Pomorze, rejencja szczecińska, powiat Randow (1815–1826), powiat Uckermünde;
- 1866–1871: Związek Północnoniemiecki, Królestwo Prus, prowincja Pomorze, rejencja szczecińska, powiat Uckermünde;
- 1871–1918: Cesarstwo Niemieckie, Królestwo Prus, prowincja Pomorze, rejencja szczecińska, powiat Uckermünde;
- 1919–1933: Rzesza Niemiecka (Republika Weimarska), kraj związkowy Prusy, prowincja Pomorze, rejencja szczecińska, powiat Uckermünde;
- 1933–1945: III Rzesza, prowincja Pomorze, rejencja szczecińska, powiat Uckermünde;
- 1945–1946: Enklawa Policka – obszar podległy Armii Czerwonej;
- 1946–1950: Rzeczpospolita Polska (Polska Ludowa), województwo szczecińskie, powiat szczeciński, gmina Jasienica;
- 1950–1957: Polska Rzeczpospolita Ludowa (Polska Ludowa), województwo szczecińskie, powiat szczeciński, gmina Jasienica (do 1954);
- 1957–1975: Polska Rzeczpospolita Ludowa, województwo szczecińskie, powiat szczeciński, gmina Trzebież (1973–1975);
- 1975–1989: Polska Rzeczpospolita Ludowa, województwo szczecińskie, gmina Police;
- 1989–1998: Rzeczpospolita Polska, województwo szczecińskie, gmina Police;
- 1999–teraz: Rzeczpospolita Polska, województwo zachodniopomorskie, powiat policki, gmina Police[4].

### Demografia
Ogólna liczba mieszkańców:
- 1862 – 162 mieszkańców
- 1939 – 501 mieszkańców
- 1972 – 400 mieszkańców
- 2001 – 315 mieszkańców

### Zabytki
- Domy z lat 30. i 40. XX w.
- Dworzec kolejowy z lat 30. XX w. (obecnie nieczynny)

## Geografia i turystyka
Polska nazwa wsi pochodzi od staropolskiego imienia Uniemir.
Wieś w formie ulicówki.
Dojazd ze Szczecina PKS, z Polic SPPK (linia autobusowa LS – Linia Samorządowa).
Przez wieś prowadzi  Szlak Ornitologów i  Szlak „Puszcza Wkrzańska”.